# Denny Laine
Denny Laine (født Brian Frederick Arthur Hines 29. oktober 1944 på Kanaløerne, England, død 5. december 2023 i Naples, Florida, USA) var en engelsk musiker, sanger og sangskriver. Han var kendt for at være medstifter af rockgrupperne Moody Blues, som han spillede med 1964-1966 og Wings, som han spillede med 1971-1981. Gennem seks årtier arbejdede han sammen med en lang række musikere og grupper, og i 2018 blev han optaget i Rock and Roll Hall of Fame som medlem af Moody Blues.